# Sulzingalm

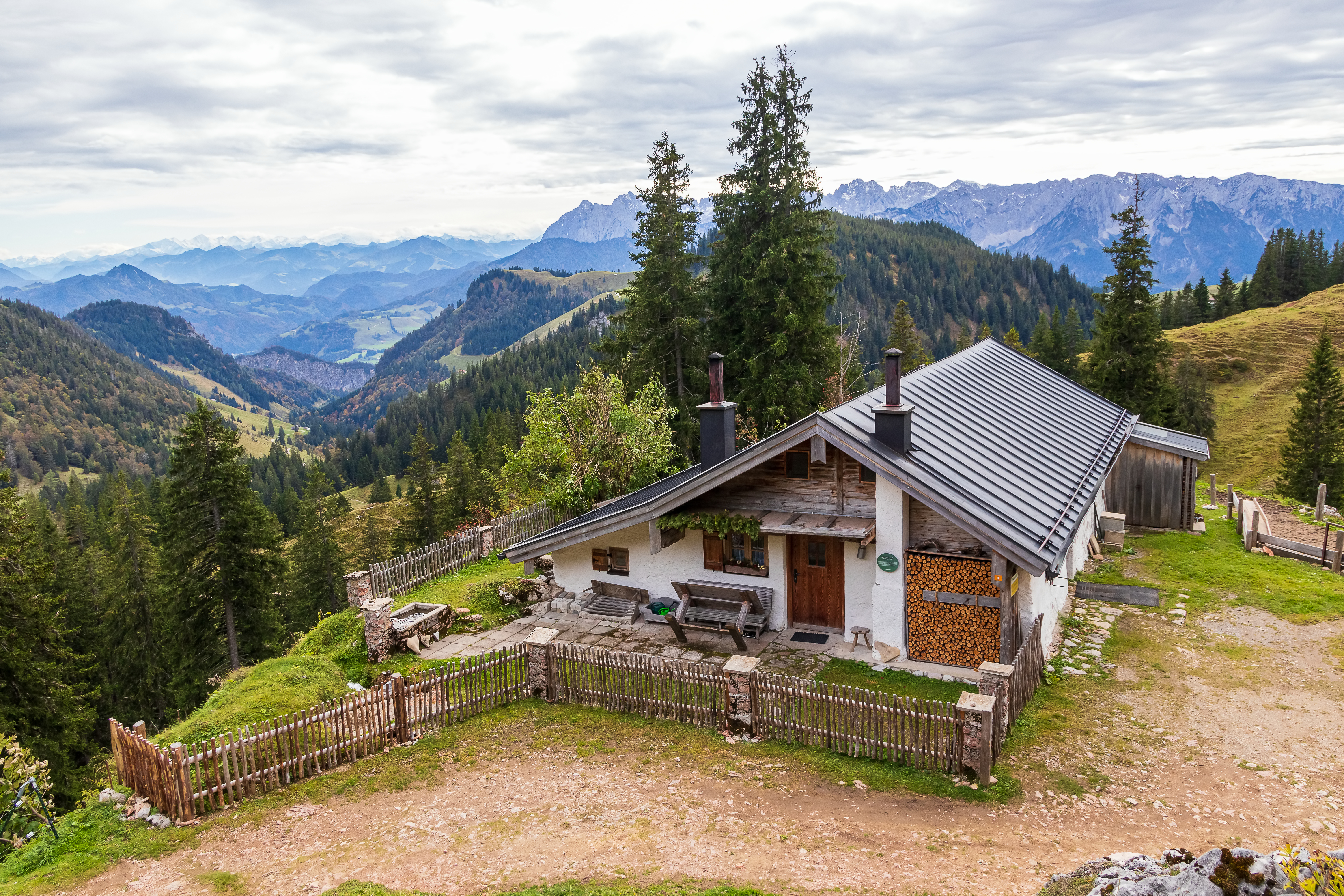
Sulzingalm

Die Sulzingalm ist eine Alm im Ortsteil Sachrang der Gemeinde Aschau im Chiemgau.
Eine Almhütte der Sulzingalm steht unter Denkmalschutz und ist unter der Nummer D-1-87-114-135 in die Bayerische Denkmalliste eingetragen.

## Baubeschreibung
Bei der Almhütte der Sulzingalm handelt es sich um einen eingeschossigen, verputzten Massivbau mit Satteldach, Kniestock in Blockbauweise und östlich abgeschlepptem Anbau. Das Gebäude ist mit dem Jahr 1819 bezeichnet.

## Heutige Nutzung
Die Sulzingalm ist bestoßen und wird von der Schreckalm aus mitbeweidet. Die Sulzingalm ist nicht bewirtet, die Besitzer „lassen jedoch niemand verdursten“, wenn sie auf der Alm sind.

## Lage
Die Sulzingalm liegt östlich von Sachrang unterhalb des Geigelsteins auf einer Höhe von 1430 m ü. NN.
Östlich der Sulzingalm liegen Ober-, Mitter- und Niederkaseralm und die Priener Hütte.